# Royal Institution
A Royal Institution of Great Britain (Real Instituição da Grã-Bretanha, frequentemente abreviada como Royal Institution ou RI) é uma organização dedicada à educação e investigação científicas situada em Londres. Foi fundada em 1799 pelos principais cientistas britânicos da época, incluindo Henry Cavendish e o seu primeiro presidente, George Finch, para "difundir o conhecimento e facilitar o acesso geral a inventos mecânicos e úteis; para ensinar, através de cursos compostos de conferências filosóficas e experimentos, a aplicação da ciência à vida comum." 

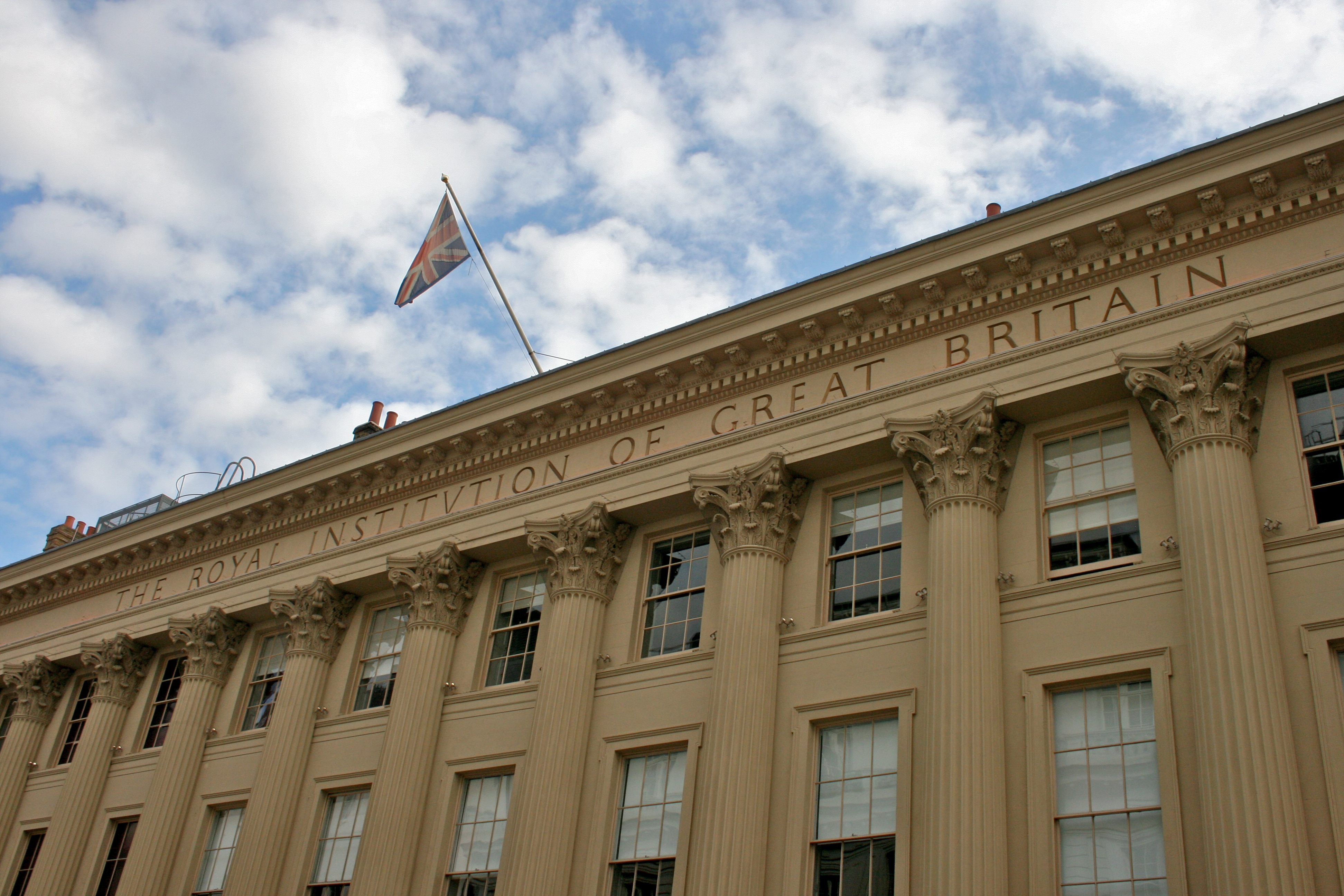
Exterior da Royal Institution em Londres.

## História
Através de sua história, a instituição tem mantido um compromisso público com a ciência por meio de seu programa de conferências, muitas das quais seguem até o presente. A mais famosa é a anual Conferência de Natal da Royal Institution, iniciada por Michael Faraday.
A instituição teve um papel importante no avanço da ciência britânica desde a sua fundação. Alguns cientistas notáveis que trabalharam para a organização incluem Sir Humphry Davy (que descobriu o sódio e o potássio), Michael Faraday, famoso por suas contribuições nos campos da eletricidade e magnetismo, e Sir Lawrence Bragg (que ganhou o Prêmio Nobel por seu trabalho na difração dos raios X). Quatorze cientistas residentes da Royal Institution foram ganhadores do Premio Nobel. A instituição descobriu dez elementos químicos, e a estrutura atômica dos cristais, e foi nela que Faraday inventou os primeiros geradores elétricos.